# Misumenops discretus
Misumenops discretus är en spindelart som beskrevs av Theodore W. Suman 1970. Misumenops discretus ingår i släktet Misumenops och familjen krabbspindlar. Inga underarter finns listade i Catalogue of Life.